# Hirschmannia viridis
Hirschmannia viridis är en rundmaskart som först beskrevs av O. F. Mueller 1785. Enligt Catalogue of Life ingår Hirschmannia viridis i släktet Hirschmannia och familjen Hoplolaimidae, men enligt Dyntaxa är tillhörigheten istället släktet Hirschmannia och familjen Loxoconchidae. Arten är reproducerande i Sverige. Inga underarter finns listade i Catalogue of Life.